# Juma (Uzbekistan)
Juma, anche Djuma o Dzhuma (uzbeko: Juma; in russo Джума) è il capoluogo del distretto di Pasdargom nella regione di Samarcanda, in Uzbekistan. Ha una popolazione (calcolata per il 2010) di 21.639 abitanti. La città si trova circa 30 km a ovest di Samarcanda.